# Hans Ole Thers
Hans Ole Thers er en dansk organist.
Thers blev i 1975 student ved Sorø Akademi. Han har taget kirkemusikalsk diplomeksamen og musikpædagogisk eksamen ved Det Kgl. Danske Musikkonservatorium. I 1984 fik han et fransk stipendium til et års studier i Paris hos organisterne Maire-Claire Alain og André Isoir. I 1986 debuterede han fra solistklassen med meget store anmelderroser.
I 1985 blev Thers ansat ved Helligåndskirken i København som organist og klokkenist, og han har siden 1986 været underviser og fra 1991 docent ved Det Kongelige Danske Musikkonservatorium i orgelspil og improvisation.
Sideløbende hermed har en en udstrakt karriere som orgelsolist i ind– og udland, ligesom han er en efterspurgt akkompagnatør for sangere og instrumentalister. Hans Ole Thers har indspillet adskillige Cd’ er.